# Polyptoton
Das Polyptoton (von griech. πολύς = viel und πτῶσις = Fall, Kasus) ist eine rhetorische Figur. Es bezeichnet im weiteren Sinne die Wiederholung eines Wortes bzw. des Wortstammes mit Abwandlung der Flexionsform.

## Beispiele
- Sophokles, Aias 866:

πόνος πόνῳ πόνον φέρει. (ponos ponō ponon pherei)
„Mühe bringt durch Mühe Mühe.“
- Herodot, Historien 7,152:

λέγειν τὰ λεγόμενα (legein ta legomena), sehr oft in der lateinischen Form relata refero „Überliefertes überliefere ich“ zitiert.
- Cicero, Laelius de amicitia, Kapitel 5:

Sed ut tum ad senem senex de senectute, sic hoc libro ad amicum amicissimus scripsi de amicitia.
„Wie ich damals einem Greise als Greis etwas über das Greisenalter dargelegt habe, so in diesem Buch einem Freunde als engster Freund etwas über die Freundschaft.“
- Martial, Epigramm 1,47:

Nuper erat medicus, nunc est vispillo Diaulus: // Quod vispillo facit, fecerat et medicus.
„Neulich war er Arzt, nun ist Diaulus Totengräber: // Was er als Totengräber tut, hatte er auch als Arzt getan.“
- Thomas Hobbes, De Cive:

Homo homini lupus
„Der Mensch ist dem Menschen ein Wolf.“
- Georg Christoph Lichtenberg, Die Reise nach Gotha über Wiegleben in einem poetischen Auszug aus dem größeren Werk, dem stechenden Kützel aller Spazier-Reisenden, zum Singen in der Stube in Zeilen mit Endklang gesetzt[1] , Strophe 7:

„Kaum sagt ich bei mir: blieben wir,
So warn wir schon geblieben
Und leider! ward mein: länger hier
Nur allzulang getrieben.“
Ein Polyptoton stellen auch folgende Ausdrücke dar: das Buch der Bücher, Helfershelfer, Kindeskinder, Zinseszins.